# La Región (Chile)
La Región es un periódico chileno editado en la ciudad de Coquimbo, capital de la provincia de Elqui, en la Región de Coquimbo. Con un lenguaje ágil y ameno, y una constante evolución en su composición, este periódico ha logrado posicionarse dentro de la lectoría local como un medio cercano a las realidades de las comunas.

## Historia
El diario La Región pertenece a la Sociedad Periodística Guayacán Limitada, que la conforman los señores Luis Villagrán Castellón, periodista, y don Víctor Hugo Villagrán Moore, licenciado en Derecho de la Universidad de Chile. La marca se encuentra registrada en el Ministerio de Economía de Chile.
El periódico fue fundado oficialmente el día 13 de abril de 2004, saliendo a la luz su primer ejemplar al día siguiente, el 14 de abril del mismo año. Desde ese momento y hasta la fecha sus oficinas y talleres se encuentran en la calle Doctor Marín número 280-B, en el sector El Llano, de la ciudad de Coquimbo.
En sus inicios, el periódico se restringía principalmente a noticias de Coquimbo y La Serena, y sus alrededores, pero con el transcurrir de los meses fue mejorando la diagramación, y aumentó la cantidad de informaciones, desarrollando a la vez la inclusión de noticias nacionales, internacionales, y del resto de la región de Coquimbo.
Uno de los grandes colaboradores que ha tenido el periódico durante su vida, ha sido el destacado locutor de Radio Riquelme, Juan Ramírez Portilla, quien desde los inicios del diario escribe la sección "¿Lo Sabía?", con crónicas del Coquimbo de antaño, acompañado de entrevistas a personajes destacados, y fotografías de aquellas épocas. Tal ha sido el grado de aceptación por parte del público lector hacia esa sección, que el día viernes 2 de junio de 2006, publicó, con la ayuda del Fondo Nacional de la Cultura y las Artes 2005, el libro "Personajes e Imágenes de Coquimbo", una recopilación de varias de sus crónicas diarias.
Otro de los logros de los primeros años de Diario La Región, fue resurgir, en el año 2005, el concurso Miss Primavera, tradicional de Coquimbo durante la primera mitad del siglo XX.
La Región ha sido testigo de los episodios noticiosos de los últimos años, tales como la muerte del Papa Juan Pablo II y la ascensión de Benedicto XVI (2005), la elección de Michelle Bachelet como Presidenta de la República (2006), y la destitución, y posterior juicio contra el alcalde de Coquimbo, Pedro Velásquez (2006), por mencionar algunos hechos.
En junio de 2007 lanzó su sitio Web, el cual contiene las informaciones de la edición impresa en formato de imagen, similar a la página en Internet del Semanario Tiempo.

## Logotipo

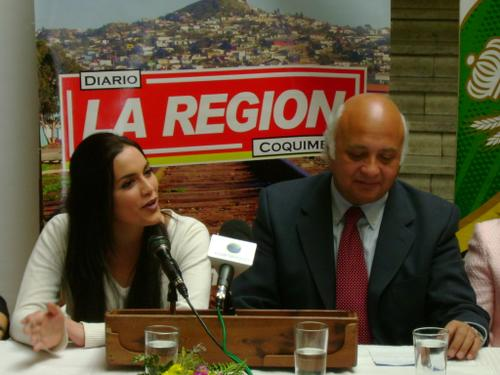
Cartel con el logotipo de La Región en una conferencia de prensa.

El distintivo de diario La Región, desde sus inicios, no ha sufrido variaciones: consiste en un rectángulo rojo con el nombre del periódico en su interior, en letras mayúsculas blancas, y en estilo cursiva. El nombre está rodeado por una línea blanca, y en el extremo superior izquierdo, un rectángulo de borde azul e interior blanco, tiene inscrita la palabra "Diario" en versales; mientras que en el extremo inferior derecho, en otro rectángulo, similar al ya mencionado, está escrita la palabra "Coquimbo".

## Comité editorial
El director de Diario La Región es el empresario periodístico Luis Villagrán Castellón, quien a la vez es propietario del Semanario Tiempo (editado en La Serena); su gerente general es María Moore Jeraldo, profesora y constante asesora de ambos medios periodísticos, siendo incluso la editora del suplemento educacional Mateo, del Semanario Tiempo.